# Криничная (приток Ворсклы)
Криничная (укр. Кринична) — левый приток реки Ворскла, протекающий по Ахтырскому району (Сумская область).

## География
Длина — 11 км. Река течёт в западном направлении, кроме приустьевого участка — поворачивает на север. Река берёт начало восточнее села Мошенка (Ахтырский район). Впадает в рукав реки Ворскла западнее села Михайленково (Ахтырский район).
Русло слабоизвилистое. На реке есть несколько прудов. В пойме реки нижнего течения присутствуют заболоченные участки с тростниковой и луговой растительностью.

## Населённые пункты
Населённые пункты на реке (от истока к устью):
Ахтырский район
1. Мошенка
2. Подлозиевка
3. Кардашовка
4. Гай-Мошенка